# Gouvernement Lukonde II
Pour les articles homonymes, voir Gouvernement Lukonde.
Troisième République
Lukonde I Suminwa
Le gouvernement Sama Lukonde II, est le gouvernement de la république démocratique du Congo du 24 mars 2023 à la suite du remaniement ministériel du premier gouvernement Lukonde jusqu'en juin 2024. Le chef du gouvernement est le Premier ministre Jean-Michel Sama Lukonde.
Il s'agit du troisième gouvernement de la présidence de Félix Tshisekedi.

## Formation
Une nouvelle composition du gouvernement Lukonde est annoncée dans la nuit du jeudi 23 au vendredi 24 mars 2023, avec des nouvelles figures comme Vital Kamerhe, Jean-Pierre Bemba et Kabulo Mwana Kabulo,.

## Composition
Le gouvernement est composé de :

### Premier ministre
| Image | Fonction         | Nom                             | Parti politique |
| ----- | ---------------- | ------------------------------- | --------------- |
|       | Premier ministre | Jean-Michel Sama Lukonde Kyenge | ACO             |

### Vice-Premiers ministres
| Image | Fonction                                             | Nom                        | Parti politique             |
| ----- | ---------------------------------------------------- | -------------------------- | --------------------------- |
|       | Vice-Premier ministre chargé de l’Intérieur          | Peter Kazadi               | UDPS                        |
|       | Vice-Premier Ministre chargé de la Défense nationale | Jean-Pierre Bemba          | MLC                         |
|       | Vice-Premier ministre chargé de l’Économie nationale | Vital Kamerhe              | UNC                         |
|       | Vice-Premier ministre chargé des Affaires étrangères | Christophe Lutundula Apala | Ensemble pour la République |
|       | Vice-Premier ministre chargé de la Fonction publique | Jean-Pierre Lihau          | Ex-PPRD/Union sacrée        |

### Ministres d'État
| Image | Fonction                                                                   | Nom                       | Parti politique                    |
| ----- | -------------------------------------------------------------------------- | ------------------------- | ---------------------------------- |
|       | Ministre d'État Ministre de l'Environnement et conservation de la Nature   | Ève Bazaiba               | MLC                                |
|       | Ministre d'État Ministre de la Justice et garde des Sceaux                 | Rose Mutombo Kiese        | Indépendant                        |
|       | Ministre d'État Ministre des Infrastructures et Travaux publics            | Alexis Gizaro Muvuni      | UDPS                               |
|       | Ministre d'État Ministre du Portefeuille                                   | Adèle Kahinda Mayina      | AFDC                               |
|       | Ministre d'État Ministre du Plan                                           | Judith Tuluka Suminwa     |                                    |
|       | Ministre d'État Ministre de l'Aménagement du territoire                    | Guy Loando Mboyo          | Agissons pour la République (AREP) |
|       | Ministre d'État Ministre de Décentralisation et Réformes institutionnelles | Eustache Muhanzi Mubembe  | UNC                                |
|       | Ministre d'État Ministre du Développement rural                            | François Rubota Masumbuko | ADRP                               |
|       | Ministre d'État Ministre du Budget                                         | Aimé Boji                 | UNC                                |
|       | Ministre d'État Ministre de l'Urbanisme et de l'Habitat                    | Pius Muabilu Mbayu Mukala | AAA/a                              |
|       | Ministre d'État Ministre de l'Intégration Régionale                        | Antipas Mbusa             | AAA/a                              |

### Ministres
| Image | Fonction | Nom                               | Parti politique             |
| ----- | --- | --------------------------------- | --------------------------- |
|       | Ministre de l’Enseignement primaire, secondaire et technique (EPST)                                                | Tony Mwaba Kazadi                 | UDPS                        |
|       | Ministre de la Santé publique, de l'Hygiène et de la Prévention                                                    | Samuel Roger Kamba Mulamba        | MLC                         |
|       | Ministre des Finances                                                                                              | Nicolas Kazadi                    | UDPS                        |
|       | Ministre des Transports                                                                                            | Marc Ekila Likombio               |                             |
|       | Ministre de l'Agriculture                                                                                          | José Mpanda Kabangu               | ADRP                        |
|       | Ministre de la Pêche et de l'Élevage                                                                               | Adrien Bokele Djema               | MIP                         |
|       | Ministre de l'Industrie                                                                                            | Julien Paluku Kahongya            | AABC                        |
|       | Ministre de l'Entrepreneuriat                                                                                      | Désire Nzinga Bilihanzi           | UDPS                        |
|       | Ministre de l'Enseignement supérieur et universitaire (ESU)                                                        | Muhindo Nzangi                    | Ensemble pour la république |
|       | Ministre de la Recherche scientifique                                                                              | Gilbert Kabanda Kurhenga          | Indépendant                 |
|       | Ministre des Hydrocarbures                                                                                         | Didier Budimbu Ntubuanga          | Autre vision du Congo       |
|       | Ministre des Postes, Télécommunications et Nouvelles technologies de l'information et de la communication (PTNTIC) | Augustin Kibassa                  | UDPS                        |
|       | Ministre du Numérique                                                                                              | Désiré Cashmir Eberande Kolongele | Indépendant                 |
|       | Ministre de l'Emploi et de la Prévoyance sociale                                                                   | Ndusi Ntembe                      |                             |
|       | Ministre des Affaires foncières                                                                                    | Aimé Sakombi Molendo              | UNC                         |
|       | Ministre des Ressources hydrauliques                                                                               | Olivier Mwenze Mukaleng           | Indépendant                 |
|       | Ministre des Droits humains                                                                                        | Albert Fabrice Puela              |                             |
|       | Ministère du Genre                                                                                                 | Mireille Masangu Bibi Muloko      | UNAFEC                      |
|       | Ministre du Commerce extérieur                                                                                     | Jean-Lucien Bussa Tongba          | UDPS                        |
|       | Ministre des Mines                                                                                                 | Antoinette Nsamba Kalambayi       |                             |
|       | Ministre des Communications et Médias                                                                              | Patrick Muyaya Katembwe           | PALU                        |
|       | Ministre des Affaires sociales                                                                                     | Modeste Mutinga Mutushayi         | Ensemble pour la République |
|       | Ministre de la Formation professionnelle                                                                           | Antoinette Kipulu Kabenga         | Indépendante (ex-PPRD)      |
|       | Ministre de la Jeunesse et de l'Initiation à la nouvelle citoyenneté                                               | Yves Bunkulu Zola                 | UDPS                        |
|       | Ministre des Sports                                                                                                | Kabulo Mwana Kabulo               |                             |
|       | Ministre du Tourisme                                                                                               | Didier Mazenga Mukanzu            | PALU                        |
|       | Ministre de la Culture                                                                                             | Catherine Katumbu Furaha          | Indépendante                |
|       | Ministre des Relations avec le parlement                                                                           | Anne-Marie Karume Bakaneme        | Alliance                    |
|       | Ministre déléguée chargé des personnes vivant avec handicap                                                        | Irène Esambo Diata                | UDPS                        |
|       | Ministre près le président de la République                                                                        | Nana Manuanina Kihimba            |                             |

### Vice-Ministres
| Image | Fonction                              | Nom                         | Parti politique |
| ----- | ------------------------------------- | --------------------------- | --------------- |
|       | Vice-ministre de l’Intérieur          | Jean-Claude Molipe Mandongo | MLC             |
|       | Vice-ministre des Affaires étrangères | Crispin Mbadu Phanzu        | CNC             |
|       | Vice-ministre de la Justice           | Mambu Lau                   |                 |
|       | Vice-ministre du Plan                 | Pascal Omana Bitika         | AAB             |
|       | Vice-ministre du Budget               | Elysée Bokumuamua Maposo    |                 |
|       | Vice-ministre de la Défense nationale | Samuel Adubango Awotho      |                 |
|       | Vice-ministre de l’EPST               | Aminata Namasia             | PCD             |
|       | Vice-ministre de la Santé publique    | Serge Olene                 |                 |
|       | Vice-ministre des Finances            | Onyege Nsele                |                 |
|       | Vice-ministre des Transports          | Séraphine Kilubu            |                 |
|       | Vice-ministre des Mines               | Godard Motemona Gibolum     | EMP             |
|       | Vice-ministre des Hydrocarbures       | Wivine Moleka               |                 |